# Provinz Panamá
Die Provinz Panamá ist eine von zehn Provinzen in der gleichnamigen Republik Panama in Mittelamerika. Hauptstadt der Provinz und gleichzeitig Hauptstadt des Staates ist Panama-Stadt. Mit einer Bevölkerung von über 1,4 Millionen (2023) auf einer Fläche von 8478,5 km² ist es die mit Abstand bevölkerungsreichste Provinz des Landes.
Die Provinz liegt an der Pazifikküste am Golf von Panama und wird im Westen vom Panamakanal begrenzt.
Das Wirtschaftszentrum der Provinz ist die Hauptstadt Panama-Stadt sowie die Hafenstadt Balboa am Panamakanal. Zur Provinz Panama gehört auch die Inselgruppe der Perleninseln (spanisch: Archipiélago de las Perlas), die dem Distrikt Balboa entspricht und heute als beliebtes Reiseziel gilt.
Die Provinz Panamá ist ihrerseits wiederum in sechs Bezirke (distritos) mit insgesamt 57 corregimientos unterteilt.
Mit Wirkung ab 1. Januar 2014 wurden die westlich des Panamakanals liegenden fünf Bezirke abgetrennt und daraus eine zehnte Provinz – Panamá Oeste –  gebildet.
Bezirke der Provinz Panamá ab 1. Januar 2014 (in Klammern die Hauptorte)
1. Bezirk Balboa (San Miguel)
2. Bezirk Chepo (Chepo)
3. Bezirk Chimán (Chimán)
4. Bezirk Panamá (Panama-Stadt)
5. Bezirk San Miguelito (Bezirk innerhalb der Hauptstadt)
6. Bezirk Taboga (Taboga)